# Дух времени (движение)
Движение «Дух времени» (англ. The Zeitgeist Movement) — некоммерческая международная неполитическая организация. Нацелена на формирование новой глобальной культуры, основанной на гуманистических идеалах, выступающее за глобальное изменение экономической системы. Движение считает своей целью установку новой социально-экономической модели, в которой ресурсы планеты распределяются согласно научно-техническим требованиям (технократия), а не согласно рыночным предпочтениям (классическая политическая экономия). По состоянию на 10 января 2012 года на сайтах движения зарегистрировались 577 871 человек из 192 стран мира.

## Концепция движения «Дух времени»
Движение «Дух времени» основано в 2008 году. Оно выступает за устойчивое развитие и занимается активным информированием посредством деятельности региональных отделений, проектных команд, проведения ежегодных мероприятий, сотрудничества с различными СМИ и благотворительными организациями. Целью деятельности является формирование новой глобальной культуры, основанной на гуманистических идеалах и отказом от капитализма. Предполагается, что будет происходить замена человеческого труда автоматизацией, правительство в «ресурсо-ориентированной экономике» (РОЭ) будет формироваться путём коллективного участия общественности, опираясь на передовые компьютерные технологии. По мнению сторонников движения, не будет процесса принятия решений в нынешнем виде, решения будут приниматься исходя из реальных возможностей Земли, а не человеческих мнений. Частная собственность не будет отменена, но это понимание собственности будет считаться устарелым, так как в будущем предполагается «система универсального доступа».

## Основные принципы «Ресурсоориентированной экономики»
- Управление природными ресурсами Земли: предполагается, что после реализации и внедрения РОЭ природные ресурсы Земли больше не будут находиться в частной собственности. Они будут управляться в соответствии с общими принципами устойчивого сохранения, переработки и оптимизации.
- Нет денег, бартера, торговли или имущества: денежная стоимость товаров не отражает реальной физической ценности природных ресурсов, затраченных на создание этого товара, которая является неотъемлемой частью успеха при устойчивом глобальном обществе. Доход требуется людям для поддержания жизни в денежной системе. Это создаёт необходимость выпускать как можно больше товаров, которые постоянно продаются и покупаются, и при этом будут непрерывно производиться для того, чтобы компании и корпорации получали прибыль. Это, в сочетании с конкуренцией за долю рынка, создаёт изобилие товаров, которые обычно превышают спрос на них. Такое производство истощает природные ресурсы и создаёт чрезмерное количество отходов. Мотив прибыли, присущий денежной системе, создает стимулы для увеличения прибыли вне зависимости от воздействия на человека или окружающую среду. Когда труд автоматизируется или отдаётся часть работы на управление другим компаниям (аутсорсинг), компания увольняет работника, тем самым забирая у него источник средств к существованию. Некоторые производители и корпорации, чтобы сэкономить деньги, загрязняют окружающую среду в результате захоронения побочных продуктов и отходов, а не избавляются от них должным образом. Другие производители пользуются процессом запланированного устаревания в целях обеспечения продаж своих продуктов в течение долгого времени. Сторонники движения считают, что со всеобщим доступом к товарам и услугам, предоставляемым устойчивыми средствами производства на основе имеющихся ресурсов, оптимизации в производстве и сохранении природных ресурсов, эти проблемы денежной экономики могут быть преодолены.
- Автоматизация: машинная автоматизация является более эффективной, чем человеческий труд. Она позволяет избавить человека от выполнения монотонной, трудной и опасной для жизни работы.
- Технологическое объединение Земли: глобальная сеть технологической инфраструктуры даёт возможность проводить непрерывный мониторинг ресурсов планеты в режиме реального времени, что позволяет использовать их наиболее эффективно в решении проблем планетарного масштаба.
- Научный метод: принятие решений в отношении методов производства, предоставления товаров и услуг, городского планирования, оптимизации ресурсов, хранения и переработки будет проводиться на основе анализа соответствующих тенденций и данных при помощи научного метода.
- Устойчивые системы города: использование теории системного подхода для устойчивого глобального общества, городские системы могут выступать небольшой информационной и вычислительной ячейкой в глобальной технологической сети. Городские системы могут включать все производства товаров и услуг, которые люди будут использовать на ежедневной основе в пределах города. Городские системы могут также использовать центральный компьютер для мониторинга использования энергии и ресурсов питания и передачи данных в режиме реального времени другим системам города, которые также будут являться информационной ячейкой технологически единого мира.

## Этапы развития движения

### Этап 1 — осознание
Основное направление — информирование общества, критика существующей экономической системы, привлечение новых членов. Формируются группы для создания Web-инфраструктуры движения, общественных групп и групп разработчиков. Ещё один аспект — создание международных глав, которые необходимы для «создания инфраструктуры глобальной связи». Движение активно занимается просвещением и образованием пользователей интернета. В частности налаживаются связи с тематическими научными сообществами в популярных социальных сетях. Открываются сообщества для репрезентации недостающих научных дисциплин, ведётся борьба с лженаукой и популярными заблуждениями.

### Этап 2 — действия
Предполагается, что действия начнутся, когда движение уже объединит значительное число людей. Планируется организация информационно-просветительских и образовательных проектов, борьба с голодом в мире, разоружение и борьба с милитаризмом. Планируется дальнейшее расширение основной группы.

### Этап 3 — активные действия
Предполагаются более решительные формы активности: бойкоты, мобилизация финансовых ресурсов, городского строительства и, возможно, прямое взаимодействие с корпоративными и политическими организациями.

## Деятельность и публикации

### День движения (Z-Day)
Движение «Дух времени» ежегодно проводит «Z-Day» в марте. Первый Z-День был 15 марта 2009 года, второй и третий — 13 марта 2010 и 2011 года соответственно. В этот день активисты движения собираются вместе учиться и обмениваться информацией со всеми заинтересованными лицами. В 2009 году было более 450 мероприятий в 70 странах по всему миру. В 2009 году, среди многих мероприятий, Питер Джозеф и Жак Фреско говорили с девятью сотнями людей, в округе Манхэттенского Колледжа более двух часов.

## Интернет-проекты движения

### Медиа-проект
Медиа-проект — это сайт движения «Дух времени», который является продолжением процесса создания более тесного общения между различными командами, с целью создания влиятельных средств массовой информации для повышения общественной осведомлённости о движении «Дух времени».
Сайт разбит на шесть категорий: «Эскизный макет», «Кино», «Музыка», «Литература», «Мультимедиа» и «Программирование». После регистрации и входа в систему можно получить доступ к каждой из этих категорий.

### ZeitNews
Интернет-проект движения. Научно-ориентированный сайт, посвящённый новейшим технологиям. Он работает как ответвление технологической команды движения и как информационный центр, целью которого является информирование как можно большего числа людей о текущих достижениях, возможностях науки и техники. Техника стремительно развивается, и с помощью этого сайта активисты движения стремятся предоставить ясную картину того, насколько быстро это происходит, за счёт ежедневной отчётности о событиях и научных прорывах по всему миру.

## Региональные и национальные отделения
Движение делится на национальные и региональные отделения. Отделения находятся в ведении отдельных лиц или групп людей, которые заинтересованы в движении, готовы пожертвовать своим временем и внести свой вклад. По данным июня 2010 года, движение имело 46 глав и более 200 официальных национальных и суб-региональных отделений.
Движение регистрации не имеет.

## Движение «Дух времени» и проект «Венера»
С 2008 года движение «Дух времени» в фильмах «Дух времени: Приложение» и «Дух времени: Следующий шаг» популяризировало «Проект Венера» Жака Фреско. Примерно с 2011 года «Проект Венера» позиционирует себя отдельно от движения «Дух времени» и говорит о независимости друг от друга.

## Движение «Дух времени» в кинематографе
- Фильм Дух времени — 2007 год
- Фильм Дух времени: Приложение — 2008 год
- Фильм Дух времени: Следующий шаг — 2011 год